# Anda (cantante)
Anda (안다?, AndaLR, AndaMR), pseudonimo di Won Min-ji (원민지?, Won Min-jiLR, Wŏn MinchiMR; Seul, 5 febbraio 1991), è una cantante sudcoreana.

## Carriera

### 2012: debutto
Nel 2012, Anda ha debuttato sotto l’etichetta Trophy Entertainment con il singolo Do not Ask con Yang Dong-geun, guadagnando l'attenzione con lo stile unico della musica, le ha anche guadagnato il soprannome di "Korea's Lady Gaga". Più avanti, Anda ha pubblicato un altro singolo con lo stile Euro-dance chiamato Hypnotize mostrando le sue potenti abilità vocali. Oltre alla versione originale coreana, sono state pubblicate anche una versione inglese, una versione spagnola e un remix. Le altre versioni pubblicate della canzone hanno guadagnato molta attenzione a livello mondiale, in particolare dalla Spagna.

### 2015: ritorno conMastering,It's Goin' DowneTouch
Nel 2015, pubblica un singolo chiamato "Mastering" sotto l’etichetta Emperor Entertainment Korea. "Mastering" è una canzone a tempo medio con una base EDM e uno stile di R&B prodotto da Choi Joon Young. La canzone "Mastering" utilizza testi semplici e dolci che danno un tocco romantico ad essa.
A giugno, Anda ha pubblicato il singolo Touch, che ha ottenuto molta attenzione a livello nazionale e internazionale per il concetto "Girl on Girl" e Mark Romanek ha diretto Criminal ispirato al video musicale.

### 2017: cambio di etichetta
Nell'agosto 2017, Anda ha firmato un contratto con la YGX Entertainment una filiale della YG Entertainment.

## Discografia

### EP
- 2012 – Hypnotize
- 2018 – Do Worry Be Happy (con Primary)

## Videografia
Oltre che nei suoi videoclip, Anda è apparsa anche nei seguenti video:
- 2018 – 1, 2, 3! video musicale di Seungri

## Filmografia

### Televisione
- Saimdang, bich-ui ilgi – serial TV (2017)